# Théodore de Gargan
Pour les articles homonymes, voir Gargan.
 (mai 2014).
Si vous disposez d'ouvrages ou d'articles de référence ou si vous connaissez des sites web de qualité traitant du thème abordé ici, merci de compléter l'article en donnant les références utiles à sa vérifiabilité et en les liant à la section « Notes et références ».
Théodore-Charles-Joseph, baron de Gargan, né le 31 janvier 1791 à Inglange et mort le 16 novembre 1853, est un ingénieur et maître de forges français.

## Biographie
Fils de Théodore de Gargan, seigneur d'Inglange (1753-1796), et de Marie Marguerite Turlure de Vellecourt, Théodore de Gargan naît le 31 janvier 1791 à Inglange en Moselle (anciennement Trois-évêchés).
Sorti de Polytechnique, classé 23e en 1810, premier admis dans le Corps des mines à une époque où les mieux classés de Polytechnique choisissaient encore le corps des Ponts et chaussées, il fait l'École pratique des mines de Moûtiers (Savoie) de 1810 à 1812, dont il sort major.
Il s'occupe de la topographie du bassin houiller de Saint-Étienne (1812), avant d'être chargé du service de la 15e station minéralogique de France à Longwy (1814). Lors de l'entrée des Alliés en France, il cache l'atlas houiller de la Sarre mais reçoit finalement l'ordre de le livrer aux Prussiens. Il guide les recherches houillères dans la zone de Schœneck-Forbach et celles de Sel gemme à Vic-sur-Seille et à Dieuze.
Il devient associé-libre de l'Académie de Metz.
Il entre au conseil général de la Moselle (1829), avant d'en démissionner en 1830, pour des raisons politiques. La même année, il abandonne ses fonctions d'ingénieur des mines alors qu'il est ingénieur de 1re classe, pour entrer dans la maison de Wendel. Il donne à cette entreprise un développement considérable, avec son beau-frère Charles de Wendel. Il dirige les houillères et verreries de Decize (Nièvre).
Théodore de Gargan meurt le 16 octobre 1853.

## Vie familiale
Théodore-Charles-Joseph de Gargan se marie en 1818 avec Mlle Eugénie-Marie de Beauffort, dont il a trois enfants morts en bas âge. Il épouse en secondes noces le 22 mai 1826 Marguerite Joséphine de Wendel (1804-1851), fille de François de Wendel et de Joséphine de Fischer de Dicourt dont il a six enfants :
- Théodore II, né le 11 avril 1827 à Metz, décédé le 5 août 1889 à Florange, maître de forges. Marié le 16 juin 1857 à  Paris, avec Hortense-Alice Espivent de La Villesboisnet 1838-1903 (sans postérité)[3]
- François-Auguste 1828-1853 (sans postérité)
- Marie-Joséphine née le 23 septembre 1829 à Hayange, décédée en 1892. Mariée le 19 février 1851 à Hayange, avec Edouard de L'Espée 1820-1855 (trois enfants, dont Albert de L'Espée)
- Charles né le 20 mars 1830 à Hayange, décédé en 1920, Marié le 30 juillet 1859 à Basse-Rentgen, avec Emilie Pescatore (1840-1913), petite-fille d'Antoine Pescatore (dix enfants)
- Paul (1832-1885), sans postérité
- Jeanne-Marie (1838-1839)

On peut d'ailleurs noter que, à une autre génération, le comte Emmanuel de Mitry (1892-1983), dont la mère était née Marie-Thérèse de Gargan, épouse en 1926 Marguerite de Wendel, fille de François de Wendel. Une autre descendante du baron de Gargan, Thérèse de Gargan, épousera en 1925 Philippe, François, Marie, comte de Hauteclocque plus connu sous le nom de maréchal Leclerc.
Théodore II devient propriétaire du château de Bétange au XIXe siècle, dont il dessine le parc à l'anglaise.